# Меморіальний комплекс на військовому кладовищі м.Хмельницький
Меморіальний комплекс на військовому кладовищі м. Хмельницький — частина недіючого старого міського кладовища м. Хмельницький з розташованими на ній братськими та окремими могилами військових часів німецько-радянської війни, пізнішими похованнями військових, меморіалом на честь Проскурівського підпілля, стели на честь загиблих у період 1941—1945 року містян. Також на цій частині кладовища знаходиться храм УГКЦ Новомучеників українського народу та Пам'ятний хрест на честь жертв політичних репресій.

## Історія
Військова частина міського кладовища була сформована у 1944 році після того, як містом заволоділи частини Радянської армії. На цвинтарі ховали воїнів загиблих під час боїв та померлих від ран у місцевому військовому шпиталі. Військових ховали на місці старих могил, більшість у братських могилах. Деякі з довоєнних невійськових поховань збереглися і знаходяться між могилами військових.
У післявоєнний період і до 1964 року на кладовищі ховали також померлих офіцерів Радянської армії.
У 1985 році на військовому кладовищі було відкрито Меморіальний комплекс, в якому архітектурно з прив'язкою до ландшафту об'єднали сімсот дев'яносто одиночних могил воїнів, чотири братські могили військових, братську могилу підпільників і партизан, три братські могили підпільників і велику скульптуру авторства В.Зноби, присвячену Проскурівським підпільникам. Крім того на меморіалі встановили гранітний пілон на честь більш ніж 5 тисяч громадян, розстріляних фашистами у період з 1941 по 1944 рік.
На військовому цвинтарі були поховані проскурівські підпільники, розстріляні у 1943—1944 роках — Петро Семенюк, Марія Трембовецька, Микола Ченаш та інші.
За свідченнями краєзнавців, у 1960-х під час будівництва універмагу в м. Хмельницький було знайдено велику кількість тіл людей, загиблих під час комуністичних репресій. Рештки закатованих таємно вивозили і ховали на військовому цвинтарі.

### Наш час

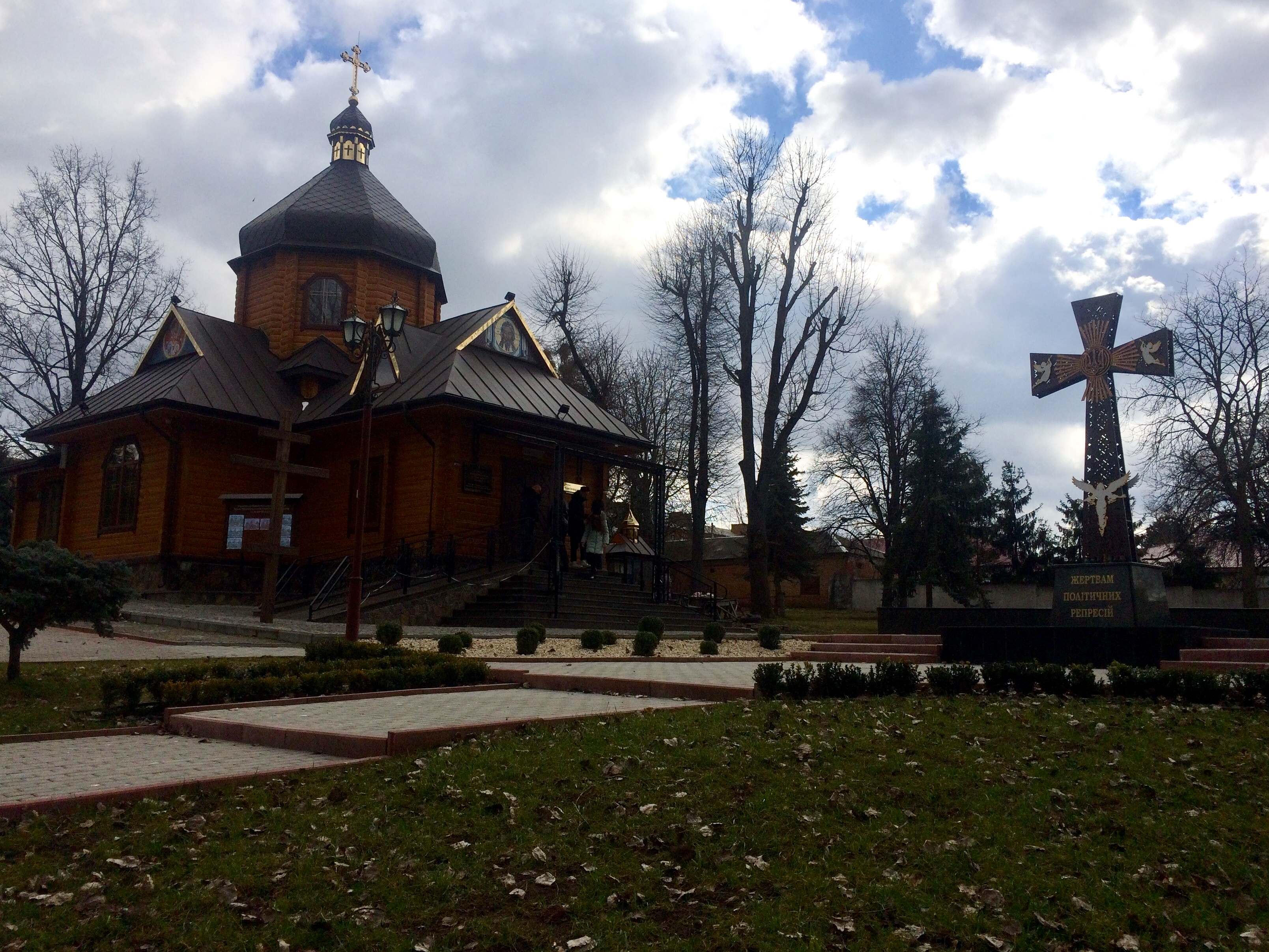
Храм УГКЦ і пам'ятник жертвам репресій на військовому кладовищі м. Хмельницький

Після здобуття незалежності на південно-західній частині кладовища встановили бетонну стелу в пам'ять про знищених комуністичною владою співгромадян.
У 2022 році непоказний знак замінили на металевий хрест з фігурами ангелів та написом на гранітній основі — Жертвам політичних репресій. В центрі хреста зображений тризуб в сонці. Виготовленням пам'ятного знаку займалися учні Хмельницького ВПУ № 11. Відкриття і освячення хреста відбулося 23 серпня 2022 року.
Недалеко від пам'ятного знаку жертвам тоталітаризму у 2018 році за сприяння місцевої влади і мера м. Хмельницький було виділено ділянку під будівництво храму Новомучеників Українського Народу (УГКЦ). Храм вирішили побудувати саме на цьому місці, щоб заходи із вшанування полеглих або жертв комуністичного режиму розпочиналися з молитви. Освячення нової церкви відбулося 06 вересня 2020 року за участю Архиєпископа і Митрополита Тернопільсько-Зборівського Василя Семенюка та преосвященного владики Івана Кулика, єпископа Кам'янець-Подільської єпархії разом з священниками. Нині храм та пам'ятний хрест створюють гармонійний архітектурний ансамбль.

## Галерея

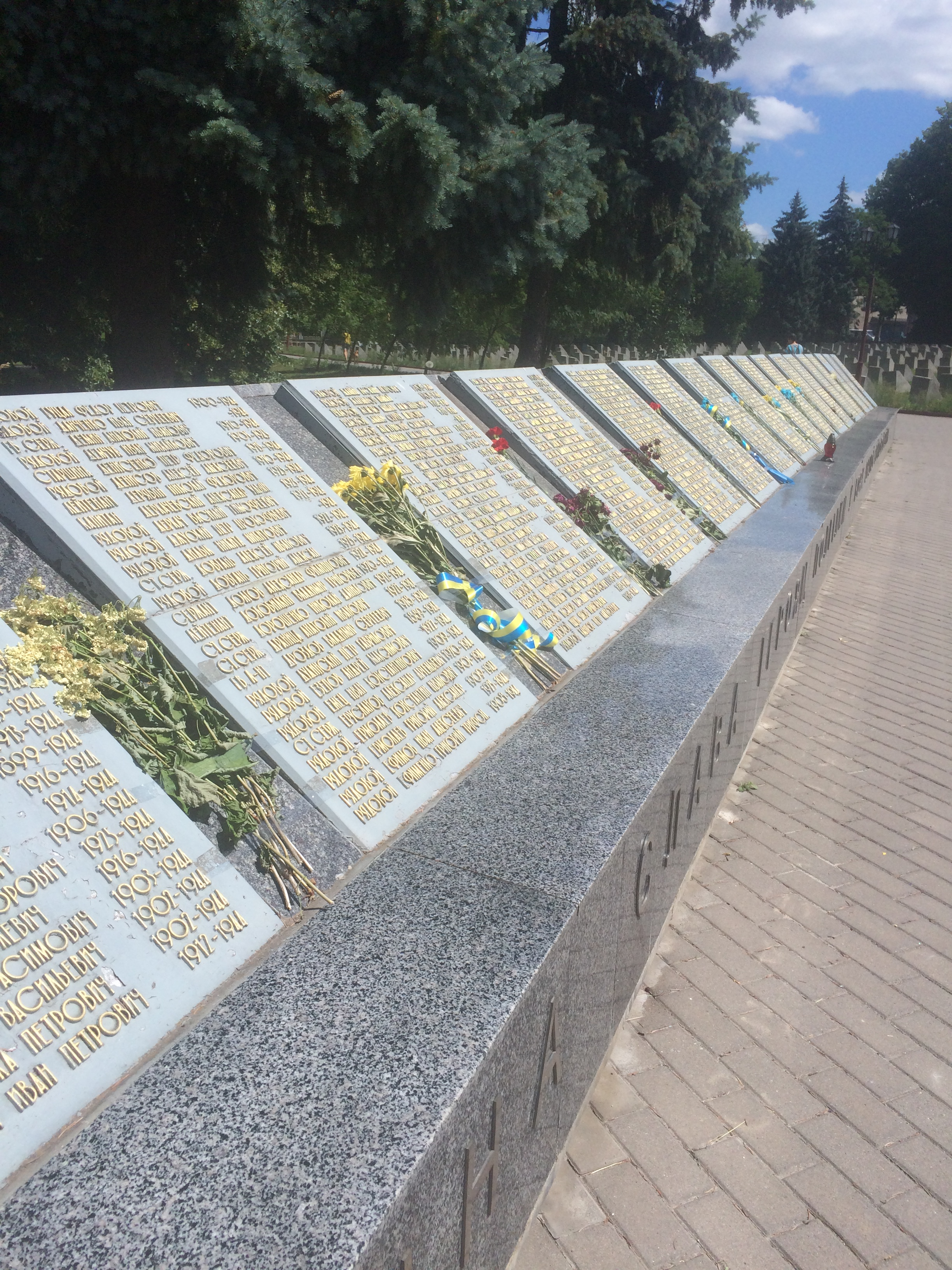
Братська могила  на військовому кладовищі в м.Хмельницький
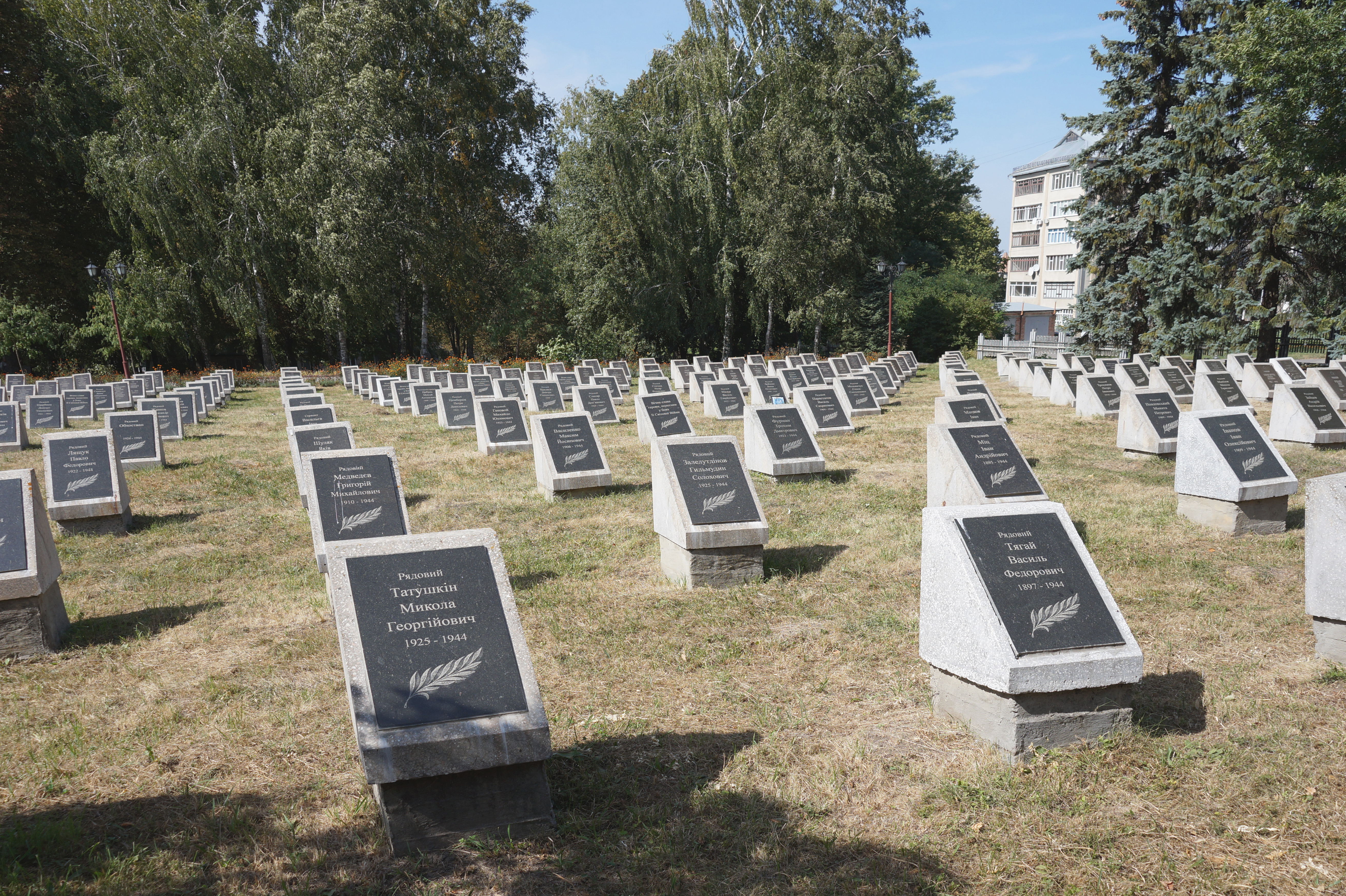
Військове кладовище м.Хмельницький.
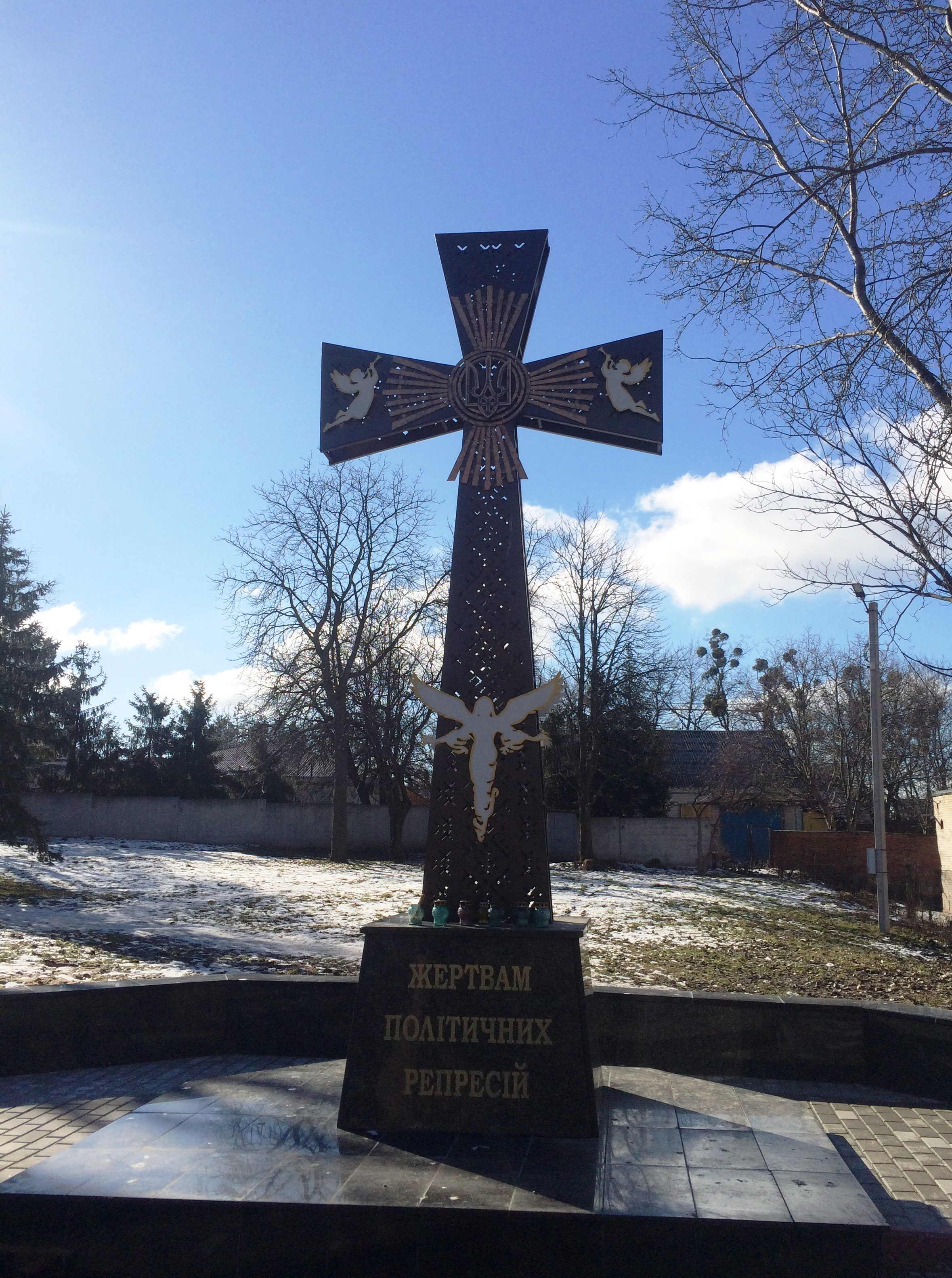
Пам’ятний хрест на честь жертв репресій на військовому кладовищі м.Хмельницький
Пам'ятник на честь Проскурівського підпілля м.Хмельницький
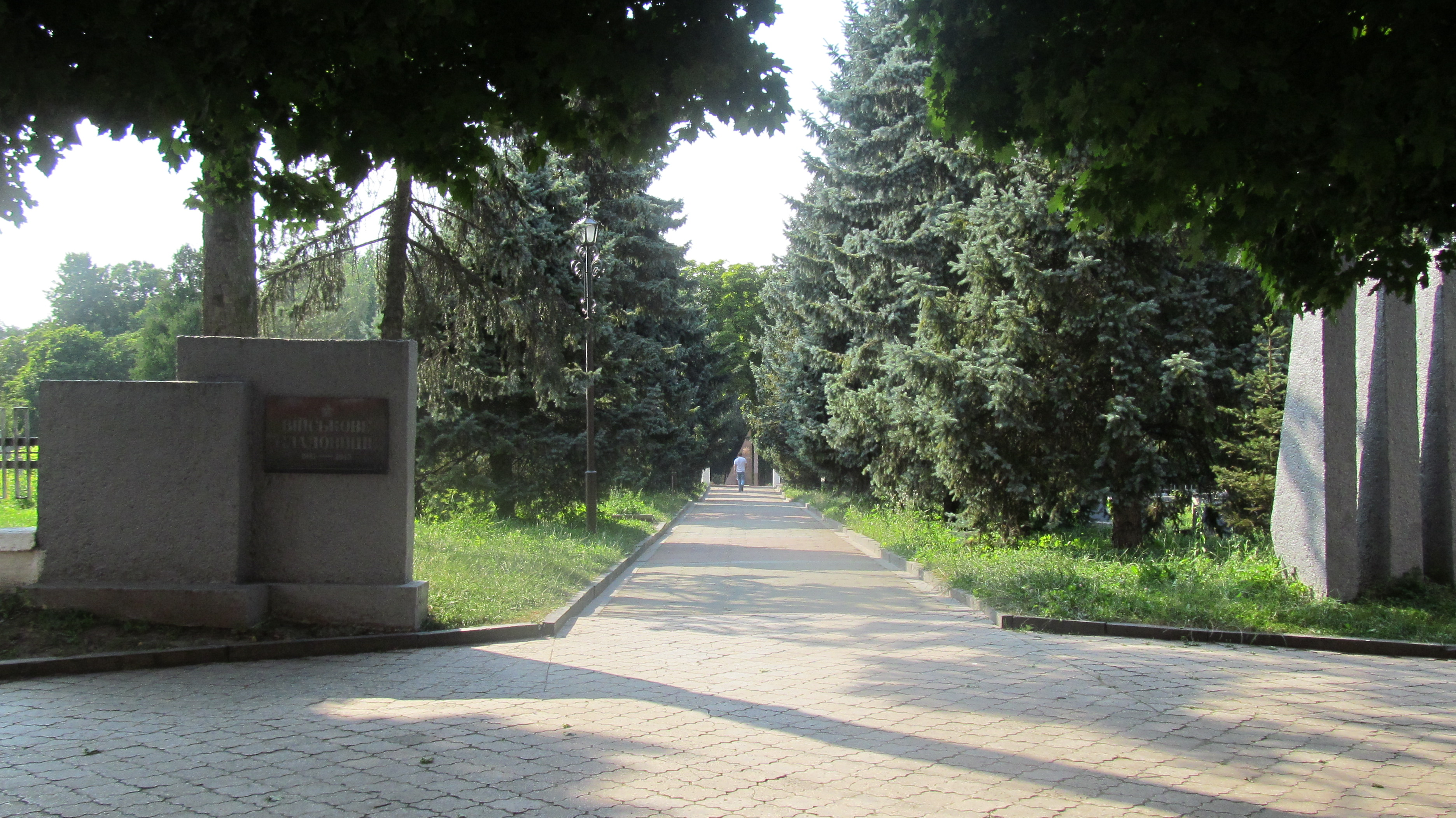
Вхід на військове кладовище м.Хмельницький
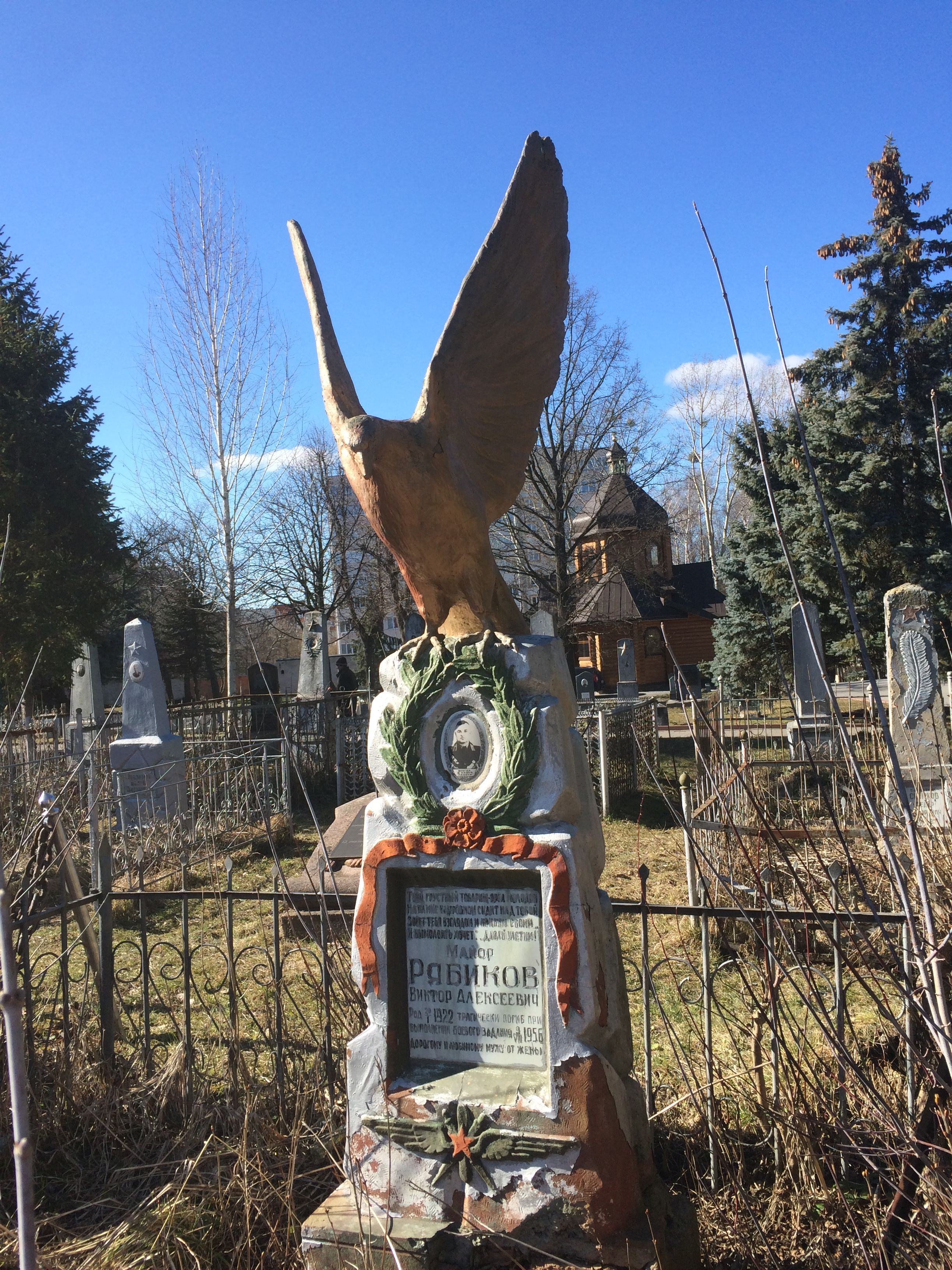
Могила військового льотчика Рябікова на меморіальному кладовищі м.Хмельницький